# أبريكوتس
أبريكوتس هي مدينة من مدن هايتي. يبلغ عدد سكانها 24,555 نسمة وذلك حسب إحصائيات سنة 7 أغسطس 2003. يبلغ ارتفاع المدينة عن سطح البحر قرابة 220 متر. تبلغ مساحتها 107.0 كم².